# Escudo de Lyon
El escudo de la ciudad de Lyon fue creado en 1320, aunque la versión vigente data de 1859. 
Blasonamiento:

En campo de gules, un león rampante de plata, aumentado de un jefe de azur cargado de tres flores de lis de oro. El todo rodeado de dos ramas de morera, frutada de plata y cargada de gusanos, mariposas y capullos de seda. Al timbre una corona mural de cuatro torres, tres a la vista, de oro. Salientes de la punta, la cruz de la Legión de Honor, la de Guerra 1914-1918 y la Medalla de la Resistencia, todas en su color.

El blasón propiamente dicho de Lyon consiste en un campo de gules (color rojo), en el que aparece representado un león rampante (de perfil y erguido) y de plata (color blanco). El escudo propiamente dicho está aumentado de un jefe heráldico, la división que ocupa la tercera parte superior. Se trata del "Jefe de Francia", que muestra la heráldica de sus antiguos monarcas: de azur cargado de tres flores de lis de oro (un fondo azul adornado con tres flores de lis amarillas).
En el timbre, se muestra una corona mural francesa de municipio, de oro. La corona mural, de origen romano, es la que suelen emplear las corporaciones municipales como emblema de su poder y autoridad. En Francia, los municipios utilizan una que posee cuatro torres, tres a la vista.
Tradicionalmente las armas de Lyon siempre mostraron a dos ángeles como tenantes, aunque terminaron por caer en desuso al ser sustituidos por una corona formada por dos ramas de morera o de roble. Un decreto, fechado el 26 de noviembre de 1946, estableció que adornara el escudo con las condecoraciones concedidas a Lyon: la La Cruz de la Legión de Honor, la Cruz de Francesa de Guerra 1914-1918 y la Medalla de la Resistencia.
El escudo de la ciudad fue otorgado en 1320, cuando Lyon fue incluida la lista de  «Bonnes Villes» del rey de Francia. Las armerías con el león de plata en un campo de gules, que usaban los antiguos condes de Lyon, fueron aumentadas  con el antiguo "Jefe de Francia" (sembrado de flores de lis de oro). En 1376, el rey Carlos V de Francia simplificó su escudo reduciendo el número de flores de lis a tres. Este cambio se introdujo en los jefes heráldicos de todas las «Bonnes Villes».
El 21 de junio de 1790, la Asamblea Nacional Constituyente decretó la abolición de los símbolos heráldicos ya que les consideraba demasiado asociados con la nobleza. El 17 de mayo de 1809, durante el Primer Imperio, se permitió por decreto que los municipios recuperasen sus antiguos blasones. Como ciudad imperial de primer nivel, el escudo fue aumentado de un jefe de gules cargado con tres abejas de oro y estuvo adornado con un caduceo, una corona formada con ramas de encina y laurel, una corona mural y el águila napoleónica. En 1815, durante la Restauración borbónica, se recuperaron las armas con el Jefe de Francia. El 27 de febrero de 1819, mediante patente real, Luis XVIII dispuso que el león portase una espada en reconocimiento a la resistencia que ofreció Lyon en 1793 frente a las fuerzas enviadas por la Convención. Once años después, a raíz de las Tres Jornadas Gloriosas de París, Lyon conservó su heráldica pero las flores de lis del jefe heráldico fueron sustituidas por tres estrellas de cinco puntas de oro. Esta versión estuvo vigente hasta 1848, cuando se recuperó el blasón tradicional, también sin la espada. Tanto el diseño como composición no se consolidaron hasta el año 1859.